# Haljala, Estonia
Haljala este un târgușor (localitate urbană) situat în partea de nord a Estoniei, în regiunea Lääne-Viru. Este reședința comunei Haljala.